# Chōsin Chibana
Chōshin Chibana (知花 朝信?, Chibana Chōshin; Shuri, 5 giugno 1885 – Ohama, 26 febbraio 1969) è stato un artista marziale giapponese.

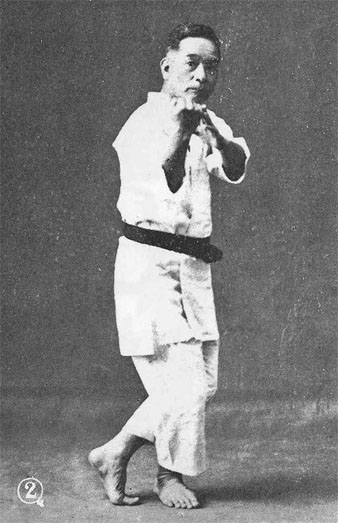
Chōshin Chibana nel 1938

Creò lo stile Kobayashi-ryū dallo Shorin-ryū karate, basato su tecniche insegnate dal suo maestro: Ankō Itosu.